# Bosc-Édeline
Bosc-Édeline település Franciaországban, Seine-Maritime megyében. Lakosainak száma 371 fő (2022. január 1.). Bosc-Édeline Bois-Héroult, Mauquenchy, Rouvray-Catillon és Sigy-en-Bray községekkel határos.

## Népesség
A település népességének változása:
| Lakosok száma | 345  | 354  | 361  | 360  | 362  | 364  | 366  | 368  | 371  |
|               | 2013 | 2015 | 2016 | 2017 | 2018 | 2019 | 2020 | 2021 | 2022 |